# Gabriele Detti
Gabriele Detti (Livorno, 29 de agosto de 1994) é um nadador italiano, medalhista olímpico.

## Carreira

### Rio 2016
Detti competiu nos Jogos Olímpicos de 2016 conquistando a medalha de bronze nos 400 m e nos 1500 metros livre.